# سیارک ۱۳۲۲۰
سیارک ۱۳۲۲۰ (به انگلیسی: 13220 Kashiwagura، نامگذاری:1997NG3) سیزده هزار و دویست و بیستمین سیارک کشف شده‌است که در ۱ ژوئیه ۱۹۹۷ کشف شد.
قدر مطلق سیارک برابر ۴۸.۹ است.